# 貝茲柳迪夫卡
49°52′9″N 36°16′11″E / 49.86917°N 36.26972°E

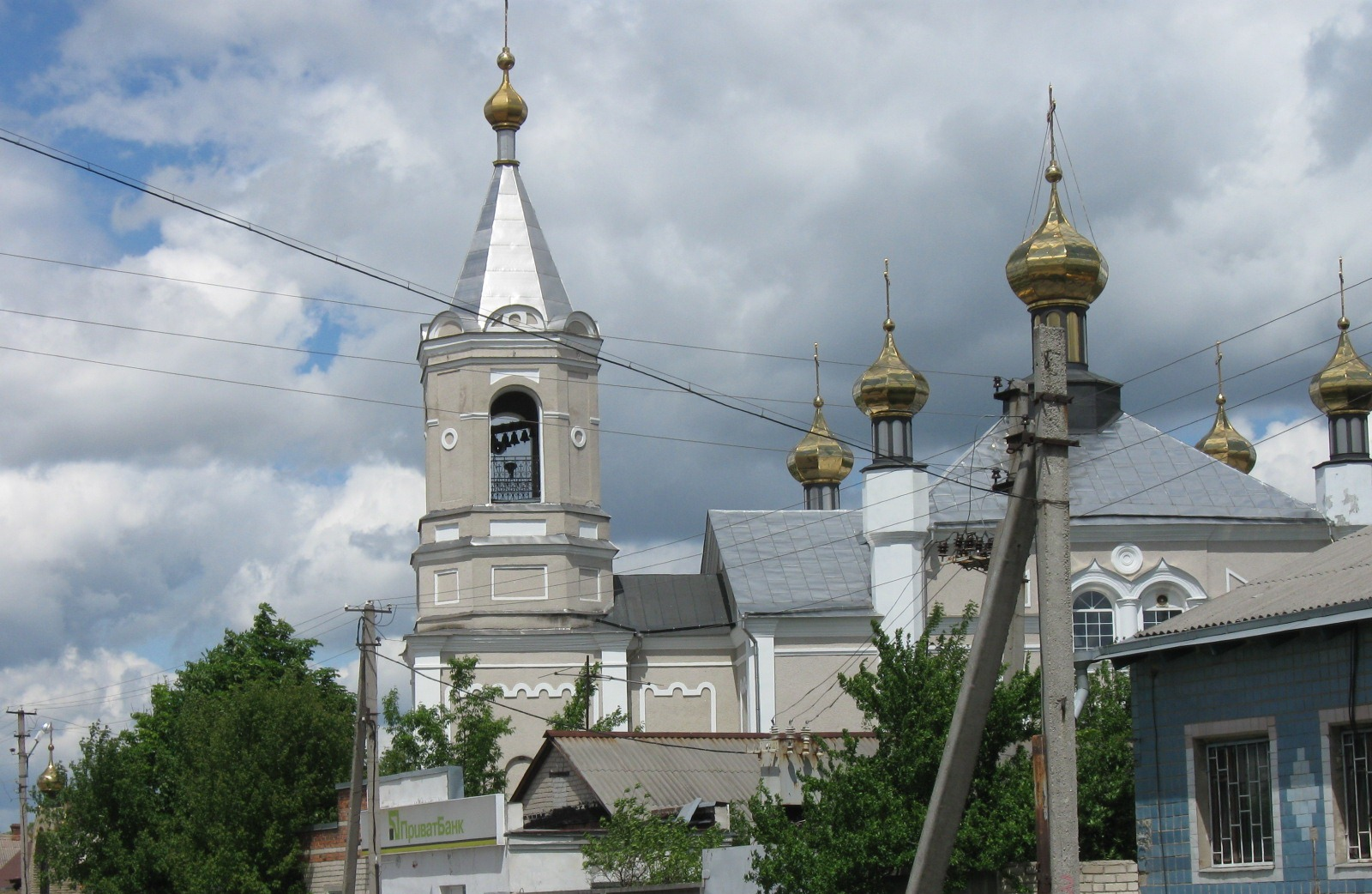
教堂

貝茲柳迪夫卡（烏克蘭語：Безлюдівка），或按俄语译为别兹柳多夫卡（俄语：Безлюдовка），是位於烏克蘭東部的市級鎮，由哈爾科夫州哈爾科夫區的貝茲柳迪夫卡市鎮負責管轄。該鎮始建於1677年，面積8.2平方公里，海拔高度114米，2022年人口9,135，人口密度每平方公里1,182.1人。